# قالند وسطی
قالند، روستایی از توابع بخش مرکزی شهرستان بهبهان در استان خوزستان ایران است.

## جمعیت
این روستا در دهستان دودانگه قرار دارد و براساس سرشماری مرکز آمار ایران در سال ۱۳۸۵، جمعیت آن ۷۶۴ نفر (۱۴۰خانوار) بوده‌است.